# Un été à Paris
Pour plus de détails, voir Fiche technique et Distribution.
Un été à Paris est un film français réalisé par René Gilson et sorti en 1988.

## Fiche technique
- Titre : Un été à Paris
- Réalisation : René Gilson
- Scénario et dialogues : René Gilson
- Photographie : Maurice Giraud
- Montage : Chantal Ellia
- Musique : Charles Trenet
- Sociétés de production : Atelier Productions - Harvert Productions - Les Films 30 - Les Films Christian Spitz
- Pays de production :  France
- Durée : 90 minutes
- Date de sortie : 
  - France : 20 juillet 1988

## Distribution
- Diane Delor : Clara
- Peter Semler : Pierre
- Marc Chapiteau : le sergent de ville
- Maud Rayer : Léa
- Valérie Vezzo : Valérie / « Jacqueline »
- Élisabeth Chailloux : la metteuse en scène de théâtre
- Adel Hakim : Arlequin